# Point of Entry
Point of Entry sedmi je studijski album britanskog heavy metal sastava Judas Priest objavljen 17. veljače 1981., a objavila ga je diskografska kuća Columbia Records.

## Popis pjesama
| 1. | »Heading Out to the Highway« | 3:46 |
| 2. | »Don't Go«                   | 3:17 |
| 3. | »Hot Rockin'«                | 3:15 |
| 4. | »Turning Circles«            | 3:39 |
| 5. | »Desert Plains«              | 4:31 |

| Strana B | Strana B         | Strana B | Strana B | Strana B | Strana B | Strana B | Strana B | Strana B | Strana B |
| Br.      | Skladba          | Trajanje |          |          |          |          |          |          |          |
| -------- | ---------------- | -------- | -------- | -------- | -------- | -------- | -------- | -------- | -------- |
| 6.       | »Solar Angels«   | 4:01     |          |          |          |          |          |          |          |
| 7.       | »You Say Yes«    | 3:25     |          |          |          |          |          |          |          |
| 8.       | »All the Way«    | 3:38     |          |          |          |          |          |          |          |
| 9.       | »Troubleshooter« | 3:56     |          |          |          |          |          |          |          |
| 10.      | »On the Run«     | 3:42     |          |          |          |          |          |          |          |
| 37:10    |                  |          |          |          |          |          |          |          |          |

## Zasluge
Judas Priest
- Dave Holland – bubnjevi
- Ian Hill – bas-gitara
- Glenn Tipton – gitara
- Rob Halford – vokal
- K. K. Downing – gitara

## Vanjske poveznice
- Point of Entry na AllMusicu